# Brda, Slovenj Gradec
Brda so naselje v Mestni občini Slovenj Gradec.